# تاكاشي موراكامي
-تاكاشي موراكامي= ( باليابانية 村上 隆 مواليد طوكيو في الأول من فبراير عام 1962م ) 

فنان ياباني يعمل في مجال الفنون الجميلة و الرسم والإعلام التجاري والرقمي

## روابط خارجية
- تاكاشي موراكامي على موقع IMDb (الإنجليزية)
- تاكاشي موراكامي على موقع الموسوعة البريطانية (الإنجليزية)
- تاكاشي موراكامي على موقع مونزينجر (الألمانية)
- تاكاشي موراكامي على موقع ميوزك برينز (الإنجليزية)
- تاكاشي موراكامي على موقع أول موفي (الإنجليزية)
- تاكاشي موراكامي على موقع ديسكوغز (الإنجليزية)
- تاكاشي موراكامي على موقع قاعدة بيانات الفيلم (الإنجليزية)
- تاكاشي موراكامي على موقع كينوبويسك (الروسية)
- تاكاشي موراكامي على موقع ANN person (الإنجليزية)